# Anteon arcuatum
Anteon arcuatum är en stekelart som beskrevs av Jean-Jacques Kieffer 1905. Anteon arcuatum ingår i släktet Anteon, och familjen stritsäcksteklar. Arten är reproducerande i Sverige.